# ديفيد إي. هوفمان
ديفيد إي. هوفمان (بالإنجليزية: David Emanuel Hoffman)‏ هو صحفي أمريكي، ولد في 1953 في بالو ألتو في الولايات المتحدة.